# Kellia cycladiformis
Kellia cycladiformis is een tweekleppigensoort uit de familie van de Kelliidae. De wetenschappelijke naam van de soort is voor het eerst geldig gepubliceerd in 1851 door Deshayes.